# Греццана
Греццана (итал. Grezzana) — коммуна в Италии, располагается в провинции Верона области Венеция.
Население составляет 10 525 человек (на 2004 г.), плотность населения составляет 193 чел./км². Занимает площадь 52,01 км². Почтовый индекс — 37023. Телефонный код — 045.
В коммуне почитаются: 
- Пресвятая Богородица[итал.], празднование в первое воскресение сентября в центре коммуны;
- святая Виола, празднование в августе в Azzago;
- святой Полинарий (San Polinar), празднование в третье воскресение июля в Lugo;
- святой Лука и святая Агнесса, празднование в конце второй недели июля в Alcenago.

В скальном навесе Рипаро Тальенте имеются слои возрастом от 60 000 до 13 000 лет назад. В Рипаро Тальенте найдены древнейшие доказательства повторного заселения Европы к югу от Альп человеком после последнего ледникового максимума. Нижняя челюсть человека обнаружена в позднем эпиграветтском слое, который датируется возрастом 16 980 — 16 510 л. н. (калиброванная дата). Геном человека Tagliente 2 из Рипаро Тальенте имеет генетический компонент, связанный с балканскими/анатолийскими рефугиумами. У Tagliente 2 определена Y-хромосомная гаплогруппа I2 и базальная митохондриальная гаплогруппа U4'9 (U2′3′4’7’8’9). Этот человек, поражённый очаговой дисплазией, генетически связан с кластером Виллабруна (Villabruna Cluster).